# Japan Rail Pass
El Japan Rail Pass (ジャパンレールパス, japan rēru pasu) és un bitllet de transport venut pel Grup Japan Railways i que serveix per a viatjar en totes les principals formes de transport ofertes pel Grup JR, amb algunes excepcions. El Rail Pass ha estat dissenyat per estimular el viatge i el turisme a través de tot el Japó.

## Rail Pass
Hi ha dues varietats de Rail Pass, una per a cada tipus de servei: Vagó Estàndard (普通車, Futsūsha), i el vagó de primera classe, el Vagó Verd (グリーン車, Gurīnsha). A més, el bitllet està limitat en el temps sobre la base de la durada del bitllet adquirit. Hi ha tres períodes disponibles: bitllet per a set dies, per a catorze dies i per vint-i-dos dies, de manera que ofereixen al client ús il·limitat dels serveis de transport de JR durant aquest període. La taula que es presenta a continuació mostra els preus de cada bitllet, en Iens japonesos. Es paga el bitllet desitjat quan es compra l'ordre d'intercanvi.
| Classe         |       | 7 dies  | 14 dies | 21 dies |
| -------------- | ----- | ------- | ------- | ------- |
| Vagó Verd      | Adult | ¥39,600 | ¥64,120 | ¥83,390 |
| Vagó Verd      | Nen   | ¥19,800 | ¥32,060 | ¥41,690 |
| Vagó Estàndard | Adult | ¥29,650 | ¥47,250 | ¥60,450 |
| Vagó Estàndard | Nen   | ¥14,820 | ¥23,620 | ¥30,220 |

## Ordre d'intercanvi

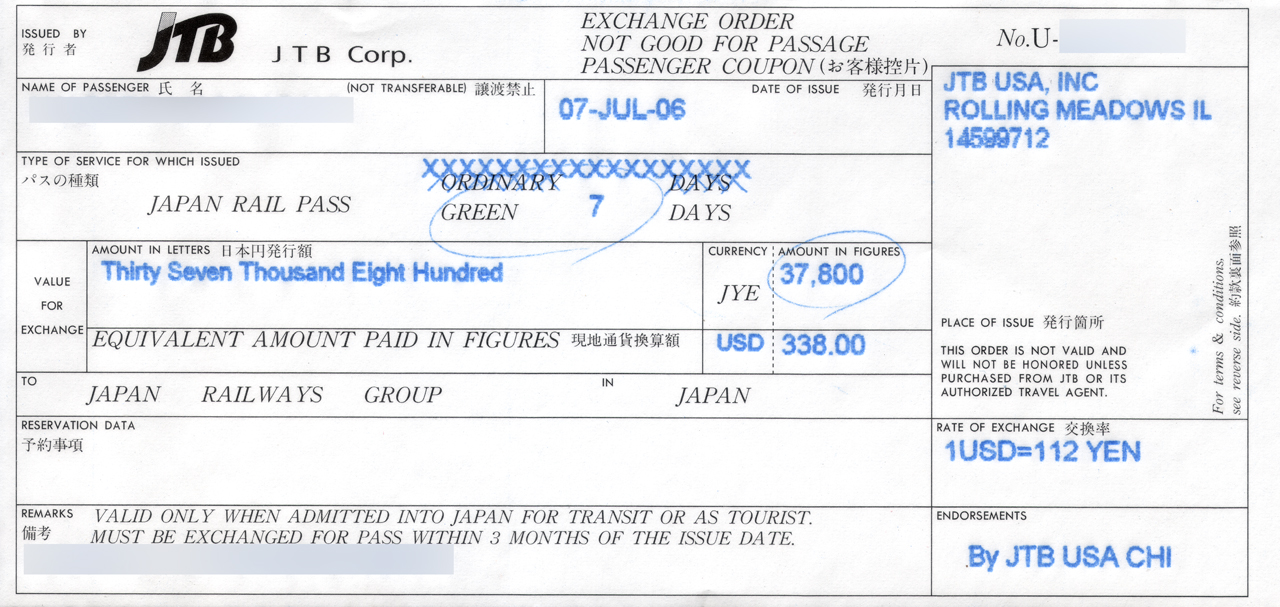
Exemple d'una Ordre d'Intercanvi.

Si bé el Rail Pass és venut pel Grup JR, s'obté comprant una ordre d'intercanvi en una agència de viatges situada fora del Japó. L'ordre d'intercanvi també es pot comprar en línies aèries basades al Japó, com la Japan Airlines o l'All Nippon Airways. L'ordre d'intercanvi no es pot obtenir al Japó.
L'ordre d'intercanvi, per si mateixa, no es pot usar per viatjar, i deu ser intercanviada en una oficina de tiquets de JR Midori no Madoguchi (みどりの窓口) («finestreta verda de servei»). Pot ser intercanviada en les següents estacions principals de tren de JR designades:
- Estació de Kushiro
- Estació d'Obihiro
- Estació d'Asahikawa
- Estació de Sapporo
- Estació de New Chitose Airport
- Estació de Hakodate
- Estació de Hachinohe
- Estació de Sendai
- Estació de Yamagata
- Estació de Fukushima
- Estació de Niigata
- Estació de Kanazawa
- Estació de l'aeroport de Narita
- Estació de la Terminal 2 de l'aeroport de Narita
- Estació de Tòquio
- Estació d'Ueno
- Estació de Shinjuku
- Estació de Shibuya
- Estació d'Ikebukuro
- Estació de Shinagawa
- Estació de Yokohama
- Estació de Shin-Yokohama
- Estació d'Odawara
- Estació de Mishima
- Estació de Shizuoka
- Estació de Hamamatsu
- Estació de Nagoya
- Estació de Kyoto
- Estació de Shin-Ōsaka
- Estació de Ōsaka
- Estació de l'aeroport de Kansai
- Estació de Sannomiya
- Estació d'Okayama
- Estació de Hiroshima
- Estació de Shimonoseki
- Estació de Takamatsu
- Estació de Matsuyama
- Estació de Kokura
- Estació de Hakata
- Estació de Nagasaki
- Estació de Kumamoto
- Estació de Ōita
- Estació de Miyazaki
- Estació de Kagoshima-Chūō

## Transports vàlids
El bitllet és vàlid per a viatjar en els transports del Grup Japan Railways (JR) a través de tot el país a la classe de servei indicat en el bitllet en les següents línies:

### Tren
- Shinkansen, excepte Nozomi i Mizuho
- Limited express (特急, tokkyū)
- Express (急行, Kyūkō)
- Local (普通, Futsū), inclòs els serveis Rápido (快速, Kaisoku) y Rápido Especial (新快速, Shin-Kaisoku)

### Autobús
El bitllet és vàlid en les rutes locals de les següents companyies d'autobusos:
- JR Hokkaidō Bus Company
- JR Bus Tohoku Company
- JR Bus Kantō Company
- JR Tōkai Bus Company
- West JR Bus Company
- Chūgoku JR Bus Company
- JR Shikoku Bus Company
- JR Kyūshū Bus Company

### Autobús de carretera
El bitllet és vàlid en les següents rutes d'autobús de carretera:
- Sapporo – Otaru
- Morioka – Hirosaki
- Tòquio – Nagoya, Kyoto, Osaka, Tsukuba Center
- Nagoya – Kyōto, Ōsaka
- Ōsaka – Tsuyama, Kasai Flower Center

### Vaixell
El bitllet també és vàlid per a viatjar en el servei JR Ferry en la següent ruta:
- Miyajima – Miyajimaguchi

## Condicions d'intercanvi
El Rail Pass està dissenyat per a ús turístic i, per tant, té condicions de compra i intercanvi.

### Elegibilitat
L'usuari ha de complir una de les següents dues condicions:
- Un turista estranger visitant el Japó, que tingui un passaport on aparegui la categoria de "Visitant Temporal" estampada en immigració, i que pugui presentar el propi passaport en el moment de l'intercanvi. No s'accepta una fotocòpia del passaport.
- Un japonès natiu vivint en un país estranger.
  - que estigui qualificat per viure permanentment en aquest país, o
  - que estigui casat amb una persona no japonesa resident en un país que no sigui el Japó.

### Període de validesa de l'Ordre d'Intercanvi
L'ordre d'intercanvi ha de ser intercanviat per un Japan Rail Pass dins dels tres mesos següents a la data en què es va emetre l'ordre.

### Procediment d'intercanvi
1. La persona designada en l'ordre d'intercanvi ha de sol·licitar el Rail Pass en una oficina d'intercanvi, i allà,
2. presentar l'ordre, juntament amb el passaport,
3. emplenar el formulari de sol·licitud facilitat en l'oficina, i llavors,
4. especificar el primer dia d'ús desitjat, que ha d'estar dins d'un mes des de la data d'emissió. Per exemple, si l'intercanvi es realitza l'1 de gener, s'ha de triar una data per al primer viatge anterior a l'1 de febrer.

## Condicions d'ús
El Japan Rail Pass és vàlid per gairebé totes les formes de transport (tren, autobús i vaixell) a càrrec de les companyies del Grup JR. No obstant això, hi ha excepcions i condicions d'ús del Rail Pass.
- El Rail Pass és intransferible i només pot ser emprat per la persona designada en el bitllet.
- L'usuari ha de presentar el seu passaport quan li ho demanin.
- Es poden fer reserves de seient sense pagament addicional. Les reserves de seient es poden fer en totes les oficines de tiquets JR Midori no Madoguchi.
  - L'ús d'un compartiment privat no està cobert en el Rail Pass i requereix un recàrrec addicional.
  - L'ús d'un compartiment per a dormir als trens nocturns no està cobert en el Rail Pass i requereix un recàrrec addicional.
  - L'ús del servei Nozomi no està cobert en el Rail Pass i requereix un recàrrec addicional.
  - L'ús del servei d'hidrodeslitzador de Fukuoka a Busan normalment no està cobert pel Rail Pass i requereix un recàrrec addicional. No obstant això, hi ha excepcions de manera que les agències de viatges a Corea venen tipus especials de Kyushu Rail Pass (vàlid dins la xarxa JR Kyushu) que inclou un tiquet per a un viatge d'anada i de tornada en l'hidrodeslitzador des de Busan.

## Més informació
El Japan Rail Pass normalment només es pot comprar fora del Japó, però es va fer una excepció durant la Copa Mundial de la FIFA 2002 quan el Grup JR va vendre el Rail Pass de manera local al Japó. El 8 de març del 2017 el Grup JR va iniciar un procés experimental per vendre'l dins del país sols als turistes que demostrin amb un passaport la seva residència a un altre país que no sigui el Japó, que acabés el 31 de març de 2021.

## Altres enllaços
- Japan Rail Pass Official Site
- Guia pas a pas sobre com comprar el Japan Rail Pass